# رودی مولار
رودی مولار (فرانسوی: Rudy Molard‎؛ زادهٔ ۱۷ سپتامبر ۱۹۸۹) دوچرخه‌سوار اهل فرانسه است.
از باشگاه‌هایی که در آن رکاب زده‌است می‌توان به تیم دوچرخه‌سواری کوفیدیس و تیم دوچرخه‌سواری اف‌دی‌جی اشاره کرد.